# Хітено
Хітено (словен. Hiteno) — поселення в общині Блоке, Регіон Нотрансько-крашка, Словенія. Висота над рівнем моря: 741,1 м.